# Yuja Wang

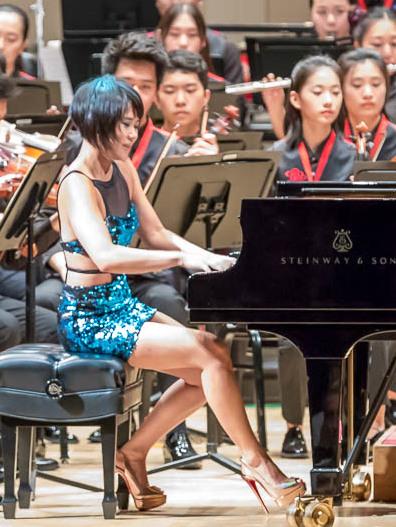
Yuja Wang under en föreställning i Carnegie Hall.

Yuja Wang (王羽佳; pinyin: Wáng Yǔjiā), född 1987, är en kinesisk pianist. Hon började spela piano när hon var sex år gammal och kom att studera musik på Central Conservatory of Music i Peking samt Curtis Institute of Music i Philadelphia. Wang var mellan åren 2016–2017 Konserthusets artist-in-residence. Utöver Konserthuset i Stockholm har Wang samarbetat med kända symfonier som San Francisco Symphony, Los Angeles Philarmonic, New York Philiarmonic, London Symphony Orchestra och NHK Symphony Orchestra i Tokyo. På senare år har hon kommit att beskrivas som en av sin generations viktigaste konstnärer.

## Filmmusik
- 2013: Summer in February
- 2023: The Hunger Games: The Ballad of Songbirds & Snakes

## Priser och utmärkelser
- 2006: Gilmore Young Artist Award
- 2009: Gramophone Young Artist of the Year
- 2009, 2011, 2018, 2019: Grammy Award (nominerad)
- 2010: Avery Fisher Career Grant
- 2011: Echo Klassik Awards - Young Artist of the Year
- 2017: Musical America - Artist of the Year
- 2019: Gramophone - Instrumental Award för The Berlin Recital
- 2021: Opus Klassik för inspelningen av John Adams: Must the Devil Have All the Good Tunes?
- 2023: Grammy Award, The American Project med Teddy Abrams och Louisville Orchestra